# Цельнометаллокордная шина
Цельнометаллокордная шина (ЦМК) — автомобильная шина, в которой стальной проволокой пронизаны и каркас, и брекер (часть покрышки, расположенная между каркасом и протектором). ЦМК шина дороже из-за того, что при её производстве используется сложная технология, обеспечивающая прочную связь корда и резины. Полотно шины представляет собой несколько десятков параллельных стальных тросов — «косичек», которые с обеих сторон опрессованы резиной. Высокая стоимость ЦМК шины компенсируется за счет более длительного срока службы. Конструкция шины такова, что изношенный протектор может быть восстановлен до трёх раз. Это увеличивает срок службы покрышки со 150 тыс. км пробега до 500 тыс. км пробега.